# Bujan
Bujan is een plaats en voormalige gemeente in de stad (bashkia) Tropojë in de prefectuur Kukës in Albanië. Sinds de gemeentelijke herindeling van 2015 doet Bujan dienst als deelgemeente en is het een bestuurseenheid zonder verdere bestuurlijke bevoegdheden. De plaats telde bij de census van 2011 2550 inwoners.